# Хтонічні божества

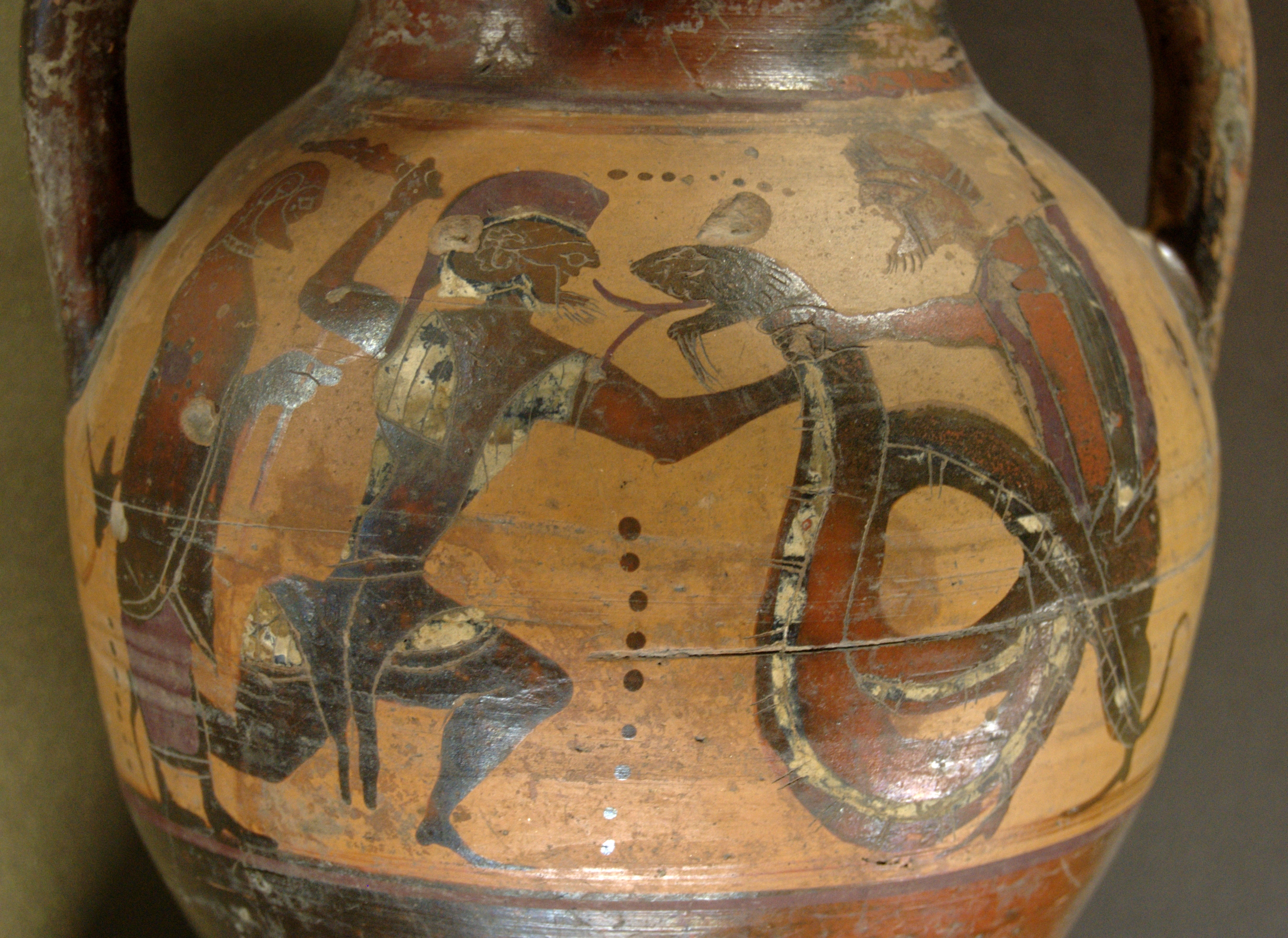
Кадм перемагає змія (зображення на амфорі 560–550 до н. е.)

Хтонічні божества (грец. Χθόνιοι θεοί — божества землі) — у різних релігіях назви божеств пов'язаних з потойбіччям.
Хтонічні божества виконували подвійну релігійну функцію: з одного боку, вони уособлювали сили родючості, з іншого як володарі підземного світу вважалися божествами що охороняли померлих. Це зокрема:
- Аннунаки[1]
- Аїд
- Геката
- Велес
- Гермес
- Деметра
- Ерешкігаль
- Нергал
- Персефона
- Пхра Має Тхораніі[джерело?];

та інші.
У жертву хтонічним божествам приносили тварин з чорною шерстю. Жертвоприношення відбувались увечері на низькому вівтарі. Культ героїв також мав риси культу хтонічних божеств.